# Eugenius
Flavius Eugenius (? – 394) là kẻ tiếm vị ngôi vua của Đế quốc Tây La Mã, trị vì từ năm 392 đến 394 nhằm chống lại Hoàng đế Theodosius I. Dù sùng đạo Cơ Đốc, ông được giới sử học coi là vị Hoàng đế cuối cùng còn ủng hộ thờ Đa thần giáo La Mã và chống lại việc Cơ Đốc hóa Đế quốc La Mã.

## Tiểu sử

### Tiếm vị
Xuất thân từ một thầy giáo chuyên giảng dạy về văn phạm và thuật hùng biện cho tới khi được thăng lên chức magister scrinorum. Ngoài ra, Eugenius còn là người quen của Arbogast, viên magister militum (Đại tướng Quân) gốc Frank đồng thời là người cai trị không chính thức Đế quốc Tây La Mã lúc bấy giờ.
Sau cái chết của Hoàng đế Valentinianus II, do không thể tự mình kế vị vì nguồn gốc xuất thân man tộc và không được sự ủng hộ của Viện Nguyên Lão La Mã nên Arbogast đã chọn Eugenius lên ngôi Hoàng đế vào ngày 22 tháng 8 năm 392.
Sau khi lên ngôi, Eugenius bắt đầu can thiệp vào công việc triều chính của Đế quốc phía Tây, trước tiên ông cách chức những quan lại và cận thần cấp cao phụng sự dưới thời Valentinianus II để thay bằng những kẻ thân tín xuất thân từ tầng lớp Nguyên Lão Nghị viên nguyện trung thành với ông như Virius Nicomachus Flavianus Già được bổ nhiệm làm Pháp quan thái thú Ý, con là Nicomachus Flavianus Trẻ nhận tước vị Thái thú La Mã, trong khi viên praefectus annonae mới được phong là Numerius Proiectus.
Eugenius trên danh nghĩa là một tín đồ Cơ Đốc giáo, do đó đã miễn cưỡng chấp nhận đề ra chương trình hỗ trợ cho Đa thần giáo. Tuy nhiên, đám cận thần dưới quyền thuyết phục Eugenius nên sử dụng tiền công để tài trợ cho những dự án Ngoại giáo, chẳng hạn như hiến dâng lại Đền Vệ Nữ ở thành La Mã và khôi phục Bệ thờ Chiến thắng trong cung đình (đã bị Hoàng đế Gratianus xóa bỏ). Chính sách tôn giáo này đã tạo ra sự căng thẳng với Theodosius I và vị Giám mục đầy uy quyền và có ảnh hưởng nhất là Ambrose. Ông tavđã rời bỏ thành Milano khi triều đình của Eugenius đến kiểm soát.
Eugenius cũng thành công trong lĩnh vực quân sự, đặc biệt là thay đổi liên minh cũ với man tộc Alamanni và Frank. Arbogast cùng với đội quân gồm người tộc Alamanni và Frank hành quân đến biên giới sông Rhine, tại đây ông nhanh chóng khuất phục các bộ tộc người German nổi loạn.

### Thất bại
Để củng cố ngôi vị của mình, Eugenius phái sứ giả tới yêu cầu Theodosius I công nhận tính hợp pháp của ông. Theodosius I bề ngoài giả vờ chấp thuận nhưng lại bí mật tập hợp quân đội kéo sang phương Tây triệt hạ Eugenius. Đồng thời, Theodosius còn thăng cho Honorius, cậu con trai mới lên tám của ông này danh hiệu "Augustus" Tây La Mã vào tháng 1 năm 393.
Tiếp theo, Theodosius I dẫn đại quân khởi hành từ Constantinopolis tới giao chiến với liên quân của Eugenius và Arbogas tại Trận Frigidus (nay thuộc biên giới Ý-Slovenia) vào ngày 6 tháng 9 năm 394. Trận ác chiến kéo dài tới hai ngày, phía liên quân Eugenius và Arbogas do gặp phải thời tiết xấu nên cuối cùng bị Theodosius đánh bại hoàn toàn. Arbogast tự sát ngay lập tức còn Eugenius bị giải về kinh thành và xử trảm, Theodosius còn cho người phơi đầu của ông ngay tại nơi đóng quân để làm gương cho những kẻ tiếm vị khác.